# Corvina (uva)

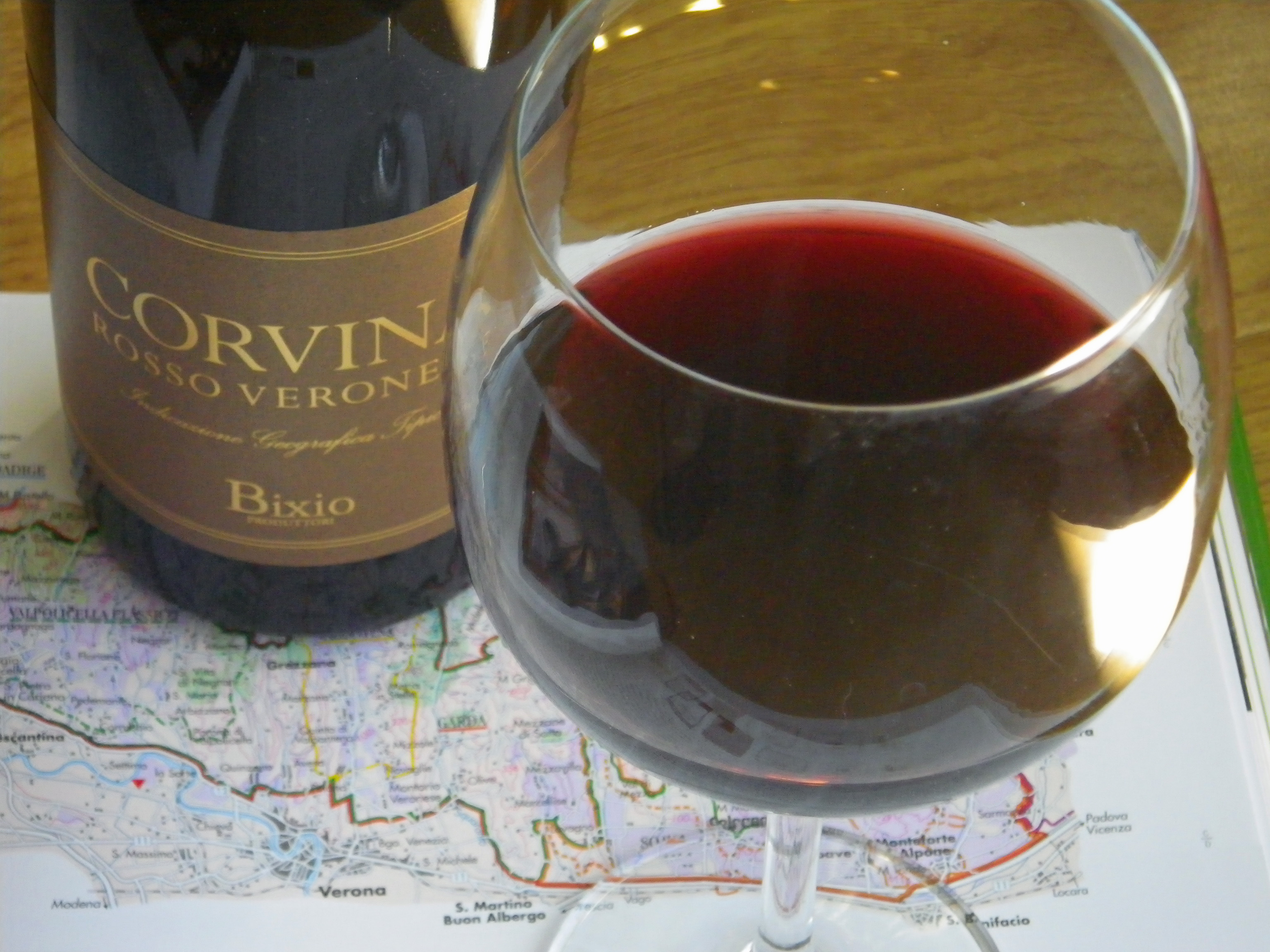
Ejemplar de vino varietal de corvina.

La corvina es una uva de vino (vitis vinífera) italiana. Es llamada a veces corvina veronese o cruina. En Europa también es muy conocida como cassabria. Crece sobre todo en el Véneto, al noreste de Italia. La corvina se usa con otras variedades para crear los vinos tintos regionales de Bardolino y Valpolicella, que tienen un suave sabor afrutado con notas de almendra. Estas mezclas incluyen a las variedades rondinella y molinara (y rossignola para el vino posterior). También es usada para la producción de amarone y recioto.

## Vinos
La corvina produce vinos de cuerpo ligero o medio con un luminoso color carmesí. Las uvas tienen mucha acidez y pueden producir vinos con notas a tarta y a almendra. Al final deja notas a guinda. En algunas regiones de Valpolicella los productores usan barricas para la crianza para añdir más estructura y complejidad al vino. Las pequeñas uvas de la corvina son bajas en taninos y tienen poco color, pero tienen pieles gruesas que son ideales para el secado y la protección de la uva de la putrefacción.

## Viticultura
La corvina madura tarde y es propensa a producir altos rendimientos que pueden impactar negativamente en la calidad del vino. Durante el ciclo de crecimiento de la vid, los primeros brotes no producen frutos. Las vides necesitan ser puestas en una pérgola que permita el desarrollo de tallos largos para producir más brotes.

## Relación con otras uvas
En el Véneto la corvina es confundida a menudo con la corvinone, una uva tinta usada normalmente en la producción del vino de uvas secas. Durante mucho tiempo, la corvinone se ha considerado un clon de la corvina pero el perfil de ADN ha demostrado que son dos variedades de uvas diferentes. En 2005, la evidencia de ADN demostró que la corvina era pariente de la uva rondidella del Véneto.